# 地方民族主义
地方民族主義，又稱狭隘民族主义，指的是中國少數民族，以自身民族利益為重，拒絕與漢族團結，不利於中國統一，不利於中國共產黨領導的民族主義思想。是中國少數民族的大民族主义，源自中華人民共和國，在中華人民共和國憲法中，與大漢族主義同列為应抵制的思想。中華人民共和國經由提供民族區域自治制度與中国少数民族优惠政策來反對地方民族主義。

## 概論
中华人民共和国宪法在序言中描述：“在维护民族团结的斗争中，要反对大民族主义，主要是大汉族主义，也要反对地方民族主义。”
地方民族主義的特點，在於拒絕中國共產黨領導，排斥漢族，反對民族區域自治制度，主張實行聯邦制等。

## 歷史
1957年10月15日，中國共產黨中央發出《要在少數民族地區進行整風和社會主義教育運動指示》，發動在少數民族地區的整風運動，以對抗地方民族主義。
1979年9月1日，鄧小平在聽取第十四次全國統戰工作會議情況滙報時稱：民族工作確有很多問題要提起注意；當前是如何加強民族團結，反對大漢族主義和地方民族主義，重點反對大漢族主義；有些少數民族中也有大民族主義:256-257。